# Валлемайо
Валлемайо (італ. Vallemaio) — муніципалітет в Італії, у регіоні Лаціо,  провінція Фрозіноне.
Валлемайо розташоване на відстані близько 130 км на південний схід від Рима, 50 км на південний схід від Фрозіноне.
Населення — 961 особа (2014).

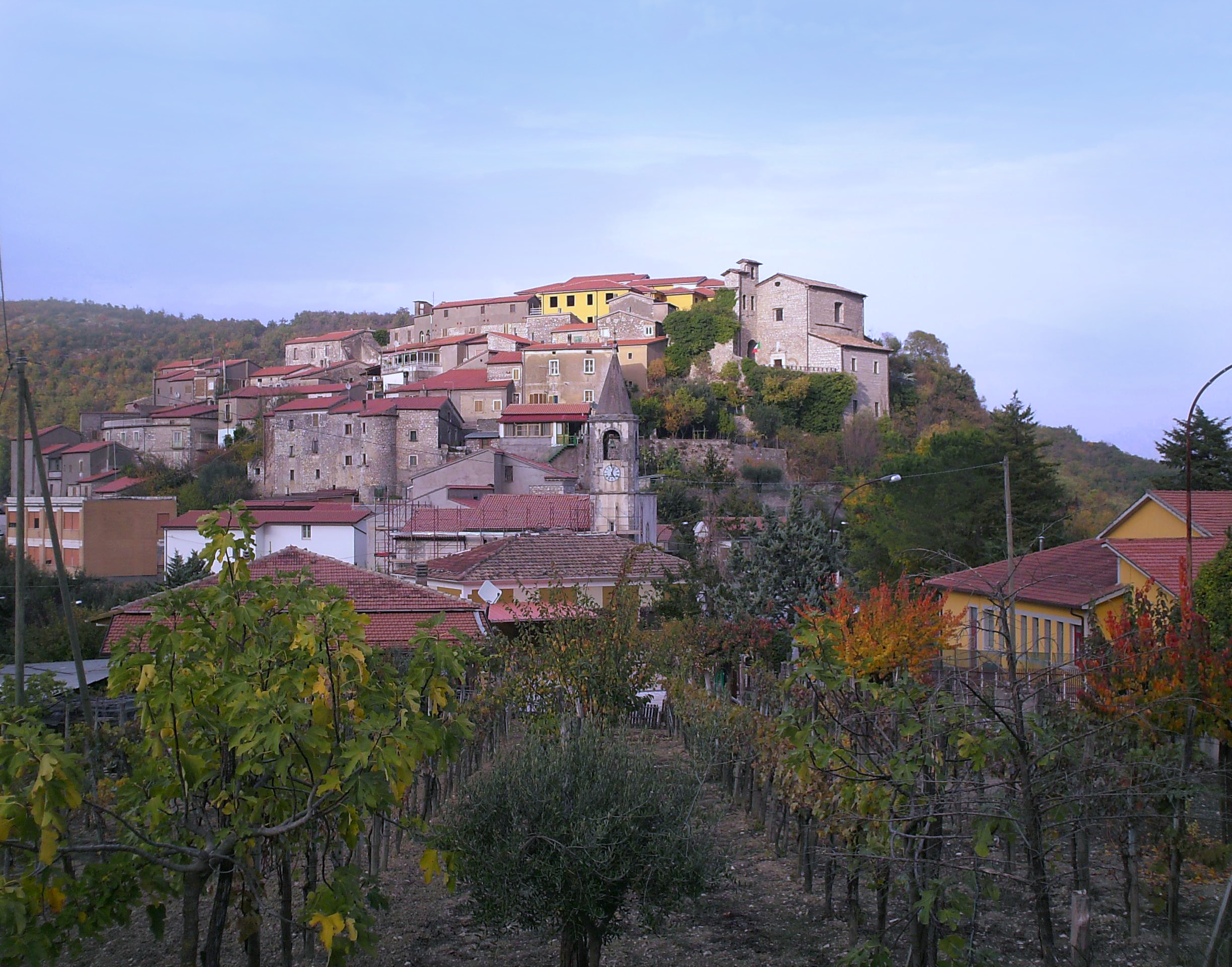

Щорічний фестиваль відбувається 7 липня. Покровитель — San Tommaso.

## Демографія
Населення за роками:

Станом на 1 січня 2023 року в муніципалітеті офіційно проживало 8 іноземців з 5 країн, серед них 3 громадяни країн Євросоюзу та 2 громадяни України.

## Сусідні муніципалітети
- Кастельфорте
- Кастельнуово-Парано
- Корено-Аузоніо
- Сан-Джорджо-а-Лірі
- Сант'Андреа-дель-Гарильяно
- Сант'Аполлінаре